# HIKARU
HIKARU（ひかる、1977年7月22日 - ）は、鹿児島県出身のストリッパー、池袋ミカド劇場所属。2011年1月21日より蕨ミニ劇場所属。身長165cm・スリーサイズはB93・W62・H91 、血液型はO型。

## 来歴
1999年4月21日に池袋ミカド劇場にてデビュー。趣味は昼寝・読書・パチスロ。